# Ficedula sapphira
El papamoscas zafiro (Ficedula sapphira) es una especie de ave paseriforme de la familia Muscicapidae propia de los montes y montañas del sureste de Asia.

## Distribución y hábitat

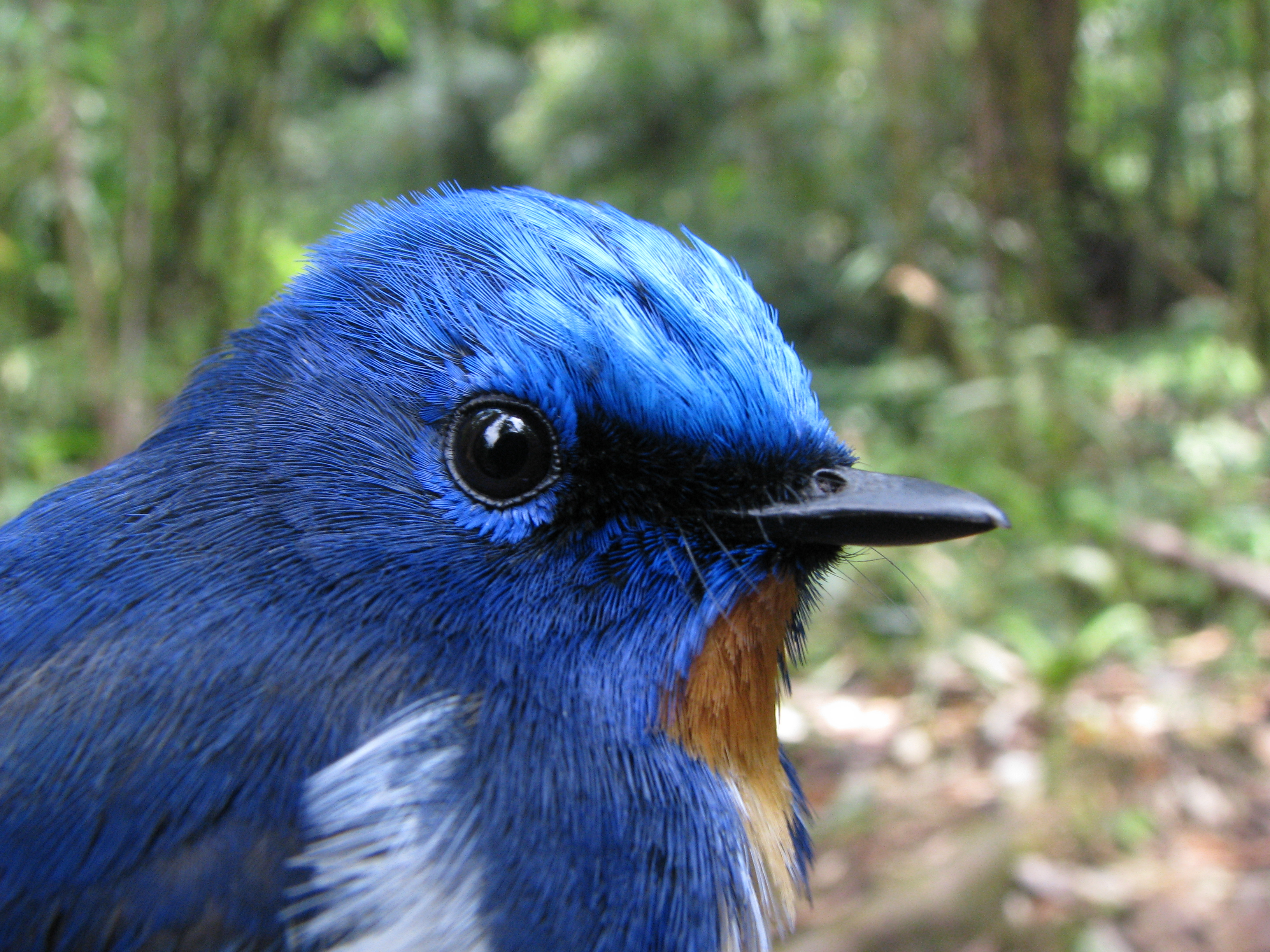
Detalle de la cabeza del macho.

Se extiende desde el Himalaya oriental al interior de China y el norte de Indochina; distribuido por Bangladés, Bután, Nepal, Birmania, el sur y oeste de China, el noreste de la India y el norte de Laos, Tailandia y Vietnam.
Su hábitat natural son los bosques húmedos subtropicales montanos.